# Betty (film, 1992)
Pour les articles homonymes, voir Betty.
Pour plus de détails, voir Fiche technique et Distribution.
Betty est un film dramatique français réalisé par Claude Chabrol, sorti en 1992.

## Synopsis
Hagarde et perdue entre Paris et Versailles, Betty suit un homme qui l'emmène dans un bar nommé Le Trou. Elle boit beaucoup. Une femme la recueille et l'héberge. Betty a été mariée, a trompé son mari, a été chassée de sa belle-famille. Mais à qui la faute ?

## Fiche technique
- Titre original : Betty
- Réalisation : Claude Chabrol, assisté d'Alain Wermus et de Cécile Maistre
- Scénario : Claude Chabrol, d'après le roman éponyme de Georges Simenon
- Scripte : Aurore Chabrol
- Musique : Matthieu Chabrol (Editions musicales MK2 Productions)
- Décors : Françoise Benoît-Fresco
- Costumes : Christine Guégan
- Photographie : Bernard Zitzermann
- Son : Jean-Bernard Thomasson/Mixage : Maurice Gilbert
- Montage : Monique Fardoulis, assistée de Florence Poulain et d'Olivier Rossignol
- Production : Marin Karmitz
- Sociétés de production : MK2 Productions, Canal+, CED Productions, FR3 Cinéma
- Société de distribution : MK2 Diffusion
- Pays de production :  France
- Langue originale : français
- Format : couleur (Eastmancolor) — 35 mm — 1,85:1 — son Mono
- Genre : drame
- Durée : 103 minutes
- Date de sortie :
  - France : 19 février 1992

## Distribution
- Marie Trintignant : Betty Etamble
- Stéphane Audran : Laure Le Vaucher
- Jean-François Garreaud : Mario
- Yves Lambrecht : Guy Etamble
- Christiane Minazzoli : Mme Etamble
- Pierre Vernier : le docteur
- Pierre Martot : Frédéric Etamble
- Thomas Chabrol : Schwartz, étudiant en médecine, amant de Betty
- Yves Verhoeven : Philippe, musicien de jazz, amant de Betty
- Jean-Marc Roulot : Florent, avocat de Guy Etamble
- Raoul Curet : le notaire
- Gilbert Melki : le barman au Trou
- Jean-Michel Noirey : l'oncle de Betty
- Dominique Reymond
- Julie Marbeuf : Elda, la nurse
- Melanie Blatt : Thérèse, employée de l'oncle de Betty
- Brigitte Chamarande : Odette
- Nathalie Kousnetzoff : Odile Etamble
- Jean Le Mouël : un client du Trou
- Henri Attal : un habitué du Trou
- Patrick Burgel
- Nita Klein
- Julien Lepers : lui-même présentant Questions pour un champion

## Distinctions
- 1992 : Meilleure actrice au Festival du film de Taormine pour Marie Trintignant